# 日置川インターチェンジ
日置川インターチェンジ（ひきがわインターチェンジ）は、和歌山県西牟婁郡白浜町にある紀勢自動車道のインターチェンジである。2015年8月30日開通。

## 道路
- E42 紀勢自動車道

## 接続する道路
- 和歌山県道37号日置川大塔線

## 歴史
- 2003年（平成15年）12月25日 : 第一回国土開発幹線自動車道建設会議の決定で、南紀白浜IC - すさみ南IC間が新直轄方式で事業化[4]
- 2015年（平成27年）5月28日 : IC名称を、「日置川IC」に正式決定[3]。
- 2015年（平成27年）8月30日 : 南紀白浜IC - すさみ南IC間 開通に伴い供用開始[2]。

## 周辺
当ICは旧日置川町の中心市街地付近に設置されている。
- 紀伊日置駅（JR西日本紀勢本線）
- 日置川
- 道の駅志原海岸
- 志原海岸

## 料金所
新直轄方式（無料区間）のため、料金所は設置されていない。

## 隣
E42 紀勢自動車道
(36)南紀白浜IC - (37)日置川IC - (38)すさみIC